# The Very Best of The Jacksons
Albums de The Jacksons
The Essential Jacksons (en)
(2004) I Want You Back! Unreleased Masters
(2009)
The Very Best of The Jacksons est une compilation deux CD des Jacksons sortie le 17 août 2004. 

## Généralités
On trouve sur cette compilation les grands succès du groupe, de I Want You Back (1969) à 2300 Jackson Street (1989), soit à la fois de la période Jackson 5 chez Motown à celle The Jacksons chez Epic Records. 
La compilation comprend également certains titres solos de Michael Jackson de la période Motown ainsi qu'une version live de Don't Stop 'Til You Get Enough.

## Liste des pistes

### CD1
| No  | Titre                                  | Crédits                                                                                   | Durée |
| --- | -------------------------------------- | ----------------------------------------------------------------------------------------- | ----- |
| 1.  | I Want You Back                        | The Corporation TM, Freddie Perren, Berry Gordy Jr., Deke Richards, Alphonso Mizell       | 2:58  |
| 2.  | ABC                                    | The Corporation TM, Freddie Perren, Berry Gordy Jr., Deke Richards, Alphonso James Mizell | 2:58  |
| 3.  | The Love You Save                      | The Corporation TM, Freddie Perren, Berry Gordy Jr., Deke Richards, Alphonso James Mizell | 3:04  |
| 4.  | I'll Be There                          | Berry Gordy Jr., Hal Davis, Bob West, Willie Hutch                                        | 3:57  |
| 5.  | Mama's Pearl                           | The Corporation TM, Freddie Perren, Berry Gordy Jr., Deke Richards, Alphonso James Mizell | 3:12  |
| 6.  | Never Can Say Goodbye (Single Version) | Clifton Davis                                                                             | 3:00  |
| 7.  | Sugar Daddy (Single Version)           | The Corporation TM, Freddie Perren, Berry Gordy Jr., Deke Richards, Alphonso James Mizell | 2:32  |
| 8.  | Dancing Machine (Single Version)       | Hal Davis, Weldon Parks, Donald Fletcher                                                  | 2:36  |
| 9.  | Lookin' Through the Windows            | Clifton Davis                                                                             | 3:38  |
| 10. | Doctor My Eyes                         | Jackson Browne                                                                            | 3:12  |
| 11. | Ain't No Sunshine                      | Bill Withers                                                                              | 4:13  |
| 12. | Got To Be There (Single Version)       | Elliot Willensky                                                                          | 3:23  |
| 13. | Rockin' Robin                          | Jimmie Thomas                                                                             | 2:32  |
| 14. | Ben (Single Version)                   | Don Black, Walter Scharf                                                                  | 2:43  |
| 15. | One Day in Your Life                   | Renee Armand, Samuel F. Brown III                                                         | 4:13  |
| 16. | Farewell My Summer Love                | Kenny Lewis                                                                               | 3:43  |

### CD2
| No  | Titre                                                         | Crédits                                                                                    | Durée |
| --- | ------------------------------------------------------------- | ------------------------------------------------------------------------------------------ | ----- |
| 1.  | Can You Feel It                                               | Michael, Jackie Jackson                                                                    | 5:58  |
| 2.  | Blame It on the Boogie                                        | Michael Jackson, E. Krohn, D. Jackson                                                      | 3:30  |
| 3.  | Enjoy Yourself                                                | Leon Huff, Kenneth Gamble                                                                  | 3:40  |
| 4.  | Show You the Way to Go (Single Version)                       | Leon Huff, Kenneth Gamble                                                                  | 5:26  |
| 5.  | Dreamer                                                       | Leon Huff, Kenneth Gamble                                                                  | 3:04  |
| 6.  | Even Though You're Gone                                       | Leon Huff, Kenneth Gamble                                                                  | 4:35  |
| 7.  | Goin' Places (Single Version)                                 | Leon Huff, Kenneth Gamble                                                                  | 4:29  |
| 8.  | Torture                                                       | Jackie Jackson, K. Wakefield                                                               | 4:53  |
| 9.  | Shake Your Body (Down to the Ground)                          | Michael Jackson, R. Jackson                                                                | 3:45  |
| 10. | Lovely One                                                    | Michael Jackson, Randy Jackson                                                             | 4:52  |
| 11. | This Place Hotel                                              | Michael Jackson                                                                            | 5:44  |
| 12. | Walk Right Now (Single Version)                               | Michael Jackson, Randy Jackson, Jackie Jackson                                             | 6:27  |
| 13. | State of Shock (avec Mick Jagger)                             | Michael Jackson, R. Hansen                                                                 | 4:30  |
| 14. | 2300 Jackson Street                                           | Jermaine Jackson, Jackie Jackson, Tito Jackson, Randall Jackson, Gene Griffin, Teddy Riley | 5:05  |
| 15. | Nothin (That Compares 2 U)                                    | L.A. Reid, Babyface                                                                        | 5:23  |
| 16. | Don't Stop 'Til You Get Enough (Live from the 1981 U.S. Tour) | Michael Jackson                                                                            | 4:45  |